# Свято-Духівська церква (Миколаїв)
Богоявленський храм був збудований в 1887 році і мав назву Богоявленський Свято-Духовський. Над убогим селищем  Богоявленським, в якому в 1887 році мешкало 7522 жителів, височіли дві чудові багатокупольні церкви. Вони по суті були пам’ятниками архітектури з середини і кінця 19 століття. Ця чудова церква була збудована на кошти бідних селян. На фронтоні церкви був надпис: «Господу Богу від його дарів».
Церква мала три престоли Пресвятої Трійці, святителя Миколи угодника та Покрова Святої Богородиці. Церква мала велику дзвіницю, в нижній дзвіниці вага дзвону сягала 305 пудів 30 футів. У верхній дзвіниці було 6 дзвонів вагою по 45 пудів.
В лютому 1930 року Богоявленський райвиконком організував загальні збори селян у кількості 770 осіб, які «одностайно» вирішили: дзвони з обох церков зняти та віддати тракторній промисловості на придбання тракторів, а церкву передали під школу. В 1937 році священника вигнали, а церкву віддали під сховище цибулі.
В 1941 року німецькі окупанти дозволили вести Богослужіння і церква знову відкрилася. 14 березня 1944 року при відступі німців церква була підірвана.
Поруч з церквою була розташована Церковно-приходська школа, яка чудом уціліла та була перетворена в невеликий Православний Храм, який передали під шкільну майстерню.
Учні Церковно-Приходської школи при Свято-Духівському храмі